# Nizozemska jezična unija
Nizozemska jezična unija (niz. Nederlandse Taalunie) je međunarodna organizacija koja se bavi nizozemskim jezikom. Organizaciju su 9. rujna 1980. osnovali predstavnici Nizozemske i Belgije, a 2005. se, kao pridruženi član, u rad organizacije uključio i Surinam.

## Standardni jezik
Jedan od najvažnijih zadataka Nizozemske jezične unije je standardizacija nizozemskog jezika na međunarodnoj razini.
Godine 1995. Unija je pokrenula reformu pravopisa nizozemskog jezika s naglaskom na reformi interfiksa u velikom broju složenica. Najpoznatija je Unijina publikacija Woordenlijst Nederlandse taal ('Popis riječi u nizozemskom jeziku'), uobičajeno zvana Groene boekje ('Zelena knjižica'), koja je službena pravopisna i gramatička referencija za nizozemski jezik.
Najnovija inačice publikacije (objavljena 2005.) nije najbolje prihvaćena zbog izmjena u pravopisu, reformiranom 1996. U prosincu 2005. većina nizozemskih medija najavila je bojkot ovog pravopisa. Unija je u kolovozu 2006. izdala Bijelu knjigu s različitim uputama vezanim za službeni pravopis. Trenutno su u Nizozemskoj u uporabi oba pravopisa – zeleni u školama i drugim institucijama, a bijeli u tiskanim medijima i na televiziji. U Belgiji je slična reforma prihvaćena bez većeg otpora javnosti.

## Rječnici
Unija izdaje rječnik Van Dale koji je prihvaćen kao službeni rječnik nizozemskog jezika. Ima tri toma (A – I, J – R, S – Z) , a dopunjava se svakih 7 – 8 godina. Četrnaesto izdanje ovog rječnika objavljeno je 2005. godine.
Drugi rječnik je Woordenboek der Nederlandsche Taal u kojemu su riječi korištene od 1500. do danas. Rad na rječniku započeo je još 1864., a završen je 1998. kada je objavljen njegov zadnji, 43. tom. Rječnik ima oko 400 000 riječi i 49 225 izraza, a poslagani tomovi rječnika zauzimaju prostor od tri metra. Godine 2001. objavljena su tri dodatna toma s riječima nastalima u 20. stoljeću koje nisu bile uvrštene u objavljene tomove. Ovaj je rječnik izdao Institut za nizozemski jezik (niz. Instituut voor Nederlandse Lexicologie) i dostupan je i na internetu.

## Organizacija
Unija je aktivna i u Indoneziji i Južnoj Africi, državama koje imaju povijesne veze s nizozemskim jezikom. Jedini zadatak unije je promocija nizozemskog jezika i književnosti pa se ne može usporediti s organizacijama kao što su Zajednica država portugalskog govornog područja, Frankofonija ili Organizacija iberoameričkih država.

## Članice
| članica      | vrsta članstva       |
| ------------ | -------------------- |
| Belgija      | punopravna članica   |
| Nizozemska   | punopravna članica   |
| Surinam      | pridruženi član      |
| Aruba        | kandidat za članstvo |
| Curaçao      | kandidat za članstvo |
| Sveti Martin | kandidat za članstvo |

## Vanjske poveznice
- Službena mrežna stranica